# ديف هنت (كاتب)
ديف هنت (بالإنجليزية: Dave Hunt)‏ هو عالم عقيدة وكاتب ومؤلف أمريكي، ولد في 30 سبتمبر 1926 في ريفرسايد في الولايات المتحدة، وتوفي في 5 أبريل 2013.

## وصلات خارجية
- ديف هنت على موقع IMDb (الإنجليزية)
- ديف هنت على موقع قاعدة بيانات الفيلم (الإنجليزية)